# Hoplocryptus tamahonis
Hoplocryptus tamahonis är en stekelart som först beskrevs av Tohru Uchida 1931.  Hoplocryptus tamahonis ingår i släktet Hoplocryptus och familjen brokparasitsteklar. Inga underarter finns listade i Catalogue of Life.